# Hưng Thịnh, Bảo Lạc
Hưng Thịnh là một xã thuộc huyện Bảo Lạc, tỉnh Cao Bằng, Việt Nam.

## Địa lý
Xã Hưng Thịnh nằm ở phía tây nam huyện Bảo Lạc, có vị trí địa lý:
- Phía đông giáp xã Hưng Đạo
- Phía tây giáp huyện Bảo Lâm
- Phía nam giáp xã Sơn Lộ
- Phía bắc giáp xã Kim Cúc.

Xã Hưng Thịnh có diện tích 47,34 km², dân số năm 2019 là 2.714 người, mật độ dân số đạt 57 người/km².
Trên địa bàn xã có các núi chính là Phù Hưng, Nậm Luông và Khâu Sa. Trên địa bàn xã có sông Neo và suối Chàng chảy qua.

## Hành chính
xã Hưng Thịnh được chia thành 5 xóm: Bản Cuốn, Chàng Hạ, Khau Sú, Khuổi Mực, Phiêng Buống.

## Lịch sử
Ngày 13 tháng 12 năm 2007, Chính phủ ban hành Nghị định 183/2007/NĐ-CP về việc thành lập xã Hưng Thịnh trên cơ sở điều chỉnh 4.424 ha diện tích tự nhiên và 2.270 nhân khẩu của xã Hưng Đạo.
Đến năm 2019, xã Hưng Thịnh được chia thành 8 xóm: Chàng Hạ, Thượng A, Thượng B, Bản Cuốn, Khau Sú, Khuổi Mực, Phiêng Buống, Vằng Lình.
Ngày 9 tháng 9 năm 2019, Hội đồng Nhân dân tỉnh Cao Bằng ban hành Nghị quyết số 27/NQ-HĐND về việc:
- Sáp nhập xóm Vằng Lình vào xóm Chàng Hạ
- Sáp nhập hai xóm Thượng A và Thượng B vào xóm Khuổi Mực.